# Against All Odds (TNA)
Against All Odds è stato uno degli eventi in pay per view (PPV) della federazione di wrestling Total Nonstop Action realizzato nel mese di febbraio. Tutte le edizioni sono state realizzate nella Impact Zone di Orlando in Florida eccetto l'edizione del 2008 che fu realizzata nella Bon Secours Wellness Arena di Greenville in Carolina del Sud. Tutti gli eventi dal 2005 al 2012 erano trasmessi in diretta televisiva (Live). 

Nel dicembre del 2012 la TNA annunciò che l'evento era stato cancellato. 

Nel 2016 è stato ripreso ed inserito nella serie di PPV di "One Night Only".

## Edizioni Live
| Evento                  | Data             | Città                   | Sede         | Main event |
| ----------------------- | ---------------- | ----------------------- | ------------ | --- |
| Against All Odds (2005) | 13 febbraio 2005 | Orlando, Stati Uniti    | Impact Zone  | Jeff Jarrett (c) vs. Kevin Nash per il titolo NWA World Heavyweight Championship                                                                                         |
| Against All Odds (2006) | 12 febbraio 2006 | Orlando, Stati Uniti    | Impact Zone  | Jeff Jarrett (c) vs. Christian Cage per il titolo NWA World Heavyweight Championship                                                                                     |
| Against All Odds (2007) | 11 febbraio 2007 | Orlando, Stati Uniti    | Impact Zone  | Christian Cage (c) vs. Kurt Angle per il titolo NWA World Heavyweight Championship con Samoa Joe come enforcer                                                           |
| Against All Odds (2008) | 10 febbraio 2008 | Greenville, Stati Uniti | BI-LO Center | Kurt Angle (c) vs. Christian Cage per il titolo TNA World Heavyweight Championship con Samoa Joe come enforcer                                                           |
| Against All Odds (2009) | 8 febbraio 2009  | Orlando, Stati Uniti    | Impact Zone  | Sting (c) vs. Brother Devon vs. Brother Ray vs. Kurt Angle in un fatal four way match per il titolo TNA World Heavyweight Championship                                   |
| Against All Odds (2010) | 14 febbraio 2010 | Orlando, Stati Uniti    | Impact Zone  | D'Angelo Dinero vs. Mr. Anderson finale dell'8 Card Stud tournament |
| Against All Odds (2011) | 13 febbraio 2011 | Orlando, Stati Uniti    | Impact Zone  | Mr. Anderson (c) vs. Jeff Hardy in un ladder match per il titolo TNA World Heavyweight Championship                                                                      |
| Against All Odds (2012) | 12 febbraio 2012 | Orlando, Stati Uniti    | Impact Zone  | Bobby Roode vs. Bully Ray, James Storm e Jeff Hardy in un Four-way match per il titolo TNA World Heavyweight Championship con Sting come special guest ringside enforcer |
|                         |                  |                         |              | Note riassuntive di tutte le edizioni (c) = campione in carica al momento dell'inizio del match                                                                          |

## Edizioni Successive
| Evento                                    | Registrazione       | Trasmissione    | Città                | Sede        | Main event                      |
| ----------------------------------------- | ------------------- | --------------- | -------------------- | ----------- | ------------------------------- |
| Impact Wrestling: Against All Odds (2016) | 16 e 17 agosto 2016 | 4 novembre 2016 | Orlando, Stati Uniti | Impact Zone | Ethan Carter III vs. Matt Hardy |